# إيليزا ليزلي
إيليزا ليزلي (بالإنجليزية: Eliza Leslie)‏ هي كاتِبة أمريكية، ولدت في 15 نوفمبر 1787 في فيلادلفيا في الولايات المتحدة، وتوفيت في 1858 في غلوستر في الولايات المتحدة.